# Кузнецово (Великооктябрьское сельское поселение)
Кузнецо́во — деревня в Фировском районе Тверской области. Входит в состав Великооктябрьского сельского поселения.

## География
Деревня находится на берегу реки Цна, на расстоянии 16 км к востоку от посёлка городского типа Фирово, административного центра района.

### Часовой пояс
Деревня Кузнецово, как и вся Тверская область, находится в часовой зоне МСК (московское время). Смещение применяемого времени относительно UTC составляет +3:00.

## История
Входила в состав Кузнецовской волости Вышневолоцкого уезда. В 1859 году в деревне насчитывалось 20 дворов и 135 жителей. По данным 1886 года — 44 двора и 196 жителей.

## Население
| 2010 |
| ---- |
| 7    |